# Норгейт, Грэм
Грэм Норгейт (англ. Graeme Norgate; родился 20 марта 1971 года, Эссекс, Великобритания) — британский композитор и музыкант, известный по саундтрекам к видеоиграм фирмы Rare. Первым полноценным проектом Норгейта в Rare была музыка к платформеру Donkey Kong Land. Также он участвовал в создании звукового сопровождения к играм Blast Corps и GoldenEye 007. Впоследствии Норгейт стал сотрудником компании Free Radical Design, для которой создал саундтреки к успешной игровой серии TimeSplitters. Некоторое время спустя Free Radical Design была выкуплена немецкой фирмой Crytek и переименована в Crytek UK; Норгейт сохранил за собой должность аудио-директора после выкупа компании. После закрытия Crytek UK Норгейт перешёл в студию Dambuster Studios, для которой создал саундтрек к видеоигре Homefront: The Revolution.
Прежде чем стать профессиональным композитором Норгейт был банковским работником. До приглашения в Rare Норгейт успел поработать над созданием саундтрека к культовому файтингу Killer Instinct, совместно со своим другом — композитором Робином Бинландом. Кроме того, он сочинил музыку для таких игр фирмы Rare, как Diddy Kong Racing, Jet Force Gemini и Perfect Dark.
В период с 1991 по 1992 годы Норгейт играл на синтезаторе и драм-машине в группах FWNT и The Catch. Также он создаёт ремиксы под псевдонимом «Virez», в числе его работ на этом поприще треки таких коллективов, как Sigue Sigue Sputnik, Goteki, Code 64, Seize и Illumina.

## Список саундтреков к видеоиграм
| Название                      | Год  | Платформа                             | Примечание |
| ----------------------------- | ---- | ------------------------------------- | --- |
| Killer Instinct               | 1994 | Arcade, SNES, Game Boy                | Совместно с Робином Бинландом. Помогал в сочинении музыки основному композитору Бинланду, который являлся штатным сотрудником Rare.         |
| Donkey Kong Land              | 1995 | Game Boy                              | |
| Killer Instinct 2             | n/a  | SNES (Не издавалась)                  | Работал над саундтреком к отменённому порту для SNES.                                                                                       |
| Blast Corps                   | 1997 | N64                                   | |
| GoldenEye 007                 | 1997 | N64                                   | Совместно с Грантом Киркохоупом и Робином Бинландом.                                                                                        |
| Diddy Kong Racing             | 1997 | N64                                   | Работал над звуковыми эффектами, внутриигровую музыку создавал Дэвид Уайз.                                                                  |
| Jet Force Gemini              | 1999 | N64                                   | Был заменён на Робина Бинланда. |
| Perfect Dark                  | 2000 | N64                                   | Работал над саундтреком до перехода в Free Radical Design, оставшаяся часть саундтрека была завершена Грантом Кирхоупом и Дэвидом Клиником. |
| TimeSplitters                 | 2000 | PS2                                   | |
| TimeSplitters 2               | 2002 | PS2, Xbox, Nintendo GameCube          | |
| TimeSplitters 2               | n/a  | GBA (Не издавалась)                   | По словам Норгейта, «игра была закончена, но её так и не выпустили».                                                                        |
| Second Sight                  | 2004 | PS2, Xbox, Nintendo GameCube, Windows | |
| TimeSplitters: Future Perfect | 2005 | PS2, Xbox, Nintendo GameCube          | |
| Haze                          | 2008 | PS3                                   | |
| Gangsta' Zombies              | 2010 | Facebook                              | Саундтрек также повторно использовался в игре Gangsta' Pets.                                                                                |
| Crysis                        | 2011 | PS3, Xbox 360                         | |
| Crysis 2                      | 2011 | PS3, Xbox 360, Microsoft Windows      | |
| Twist Pilot                   | 2012 | iOS & Mobile                          | |
| The Snowman and the Snowdog   | 2012 | iOS & Mobile                          | |
| Crysis 3                      | 2013 | PS3, Xbox 360, Microsoft Windows      | |
| Homefront: The Revolution     | 2016 | PS4, Xbox One, Microsoft Windows      | |